# Miclești
Miclești is een Roemeense gemeente in het district Vaslui.
Miclești telt 2951 inwoners.